# 10 złotych 1964 Kazimierz Wielki
10 złotych 1964 Kazimierz Wielki – dwie dziesięciozłotowe monety okolicznościowe, wprowadzone do obiegu 15 kwietnia 1964 r. zarządzeniem z 18 marca 1964 r. (M.P. z 1964 r. nr 19, poz. 85), wycofane 1 stycznia 1978 zarządzeniem Ministra Finansów z dnia 21 maja 1977 r. (M.P. z 1977 r. nr 14, poz. 79), wybite z okazji sześćsetlecia Uniwersytetu Jagiellońskiego w Krakowie.
Poza sposobem wykonania napisu na rewersie, obydwie 10-złotówki są praktycznie identyczne. Jednak zarówno w zestawieniach Narodowego Banku Polskiego, jak i opracowaniach katalogowych z przełomu XX i XXI w. monety są traktowane jako dwie odrębne pozycje okolicznościowe/numizmatyczne. Jedyną drobną, ale zauważalną różnicą w rysunku rewersu jest monogram projektanta umieszczony na dole odwrotnej strony monety – w wersji z wypukłymi napisami przedstawiony jest w kółkach, a w przypadku wklęsłej – w rombach.
Na monetach nie ma znaku mennicy.

## Awers
W centralnym punkcie umieszczono godło – stylizowanego orła bez korony, dookoła napis „POLSKA RZECZPOSPOLITA LUDOWA”, na dole napis „ZŁ 10 ZŁ”.

## Rewers
Na tej stronie monety znajduje się koronowany profil Kazimierza Wielkiego, w tle napis „SZEŚĆSETLECIE UNIWERSYTETU JAGIELLOŃSKIEGO 1364 1964”, a na samym dole, pod profilem króla, napis „KAZIMIERZ WIELKI”.

## Nakład
Monetę bito w Mennicy Państwowej, w miedzioniklu, na krążku o średnicy 31 mm, masie 12,9 grama, z rantem ząbkowanym, w nakładzie 2 611 539 sztuk z napisami wklęsłymi oraz 2 610 100 sztuk z napisami wypukłymi, według projektu Wacława Kowalika.

## Opis
Dziesięciozłotówki z Kazimierzem Wielkim były pierwszymi okolicznościowymi (obiegowymi z okolicznościowym wizerunkiem) monetami okresu PRL. Okolicznościowe dziesięciozłotówki były bite w latach 1964–1972 na krążkach o dwóch średnicach:
- 31 mm (1964–1965), 4 typy oraz
- 28 mm (1966–1972), 9 typów.

Okolicznościowe dziesięciozłotówki z lat 1964–1972, w tym również te z Kazimierzem Wielkim, jeszcze w pierwszej połowie lat 70. XX w., w obrocie pieniężnym występowały dość powszechnie, ze względu na fakt, że stanowiły ponad 17% całej emisji wszystkich dziesięciozłotówek będących w obiegu (w roku 1973).
Monety zostały wycofane z obiegu przez NBP w wyniku systemowej redukcji średnicy dziesięciozłotówek do 25 mm w związku z wprowadzeniem do obiegu monet o nominale 20 złotych i średnicy 29 mm.

## Powiązane monety
Z tej samej okazji, jako monetę próbną kolekcjonerską w miedzioniklu, z wklęsłym napisem „PRÓBA”, wybito konkurencyjny projekt dziesięciozłotówki z Kazimierzem Wielkim, tzw. „Kazimierz Wielki na tronie”, w nakładzie 30 000 sztuk, którego bicia bez napisu PRÓBA również pojawiają się na rynku kolekcjonerskim.

## Wersje próbne
W przypadku monet z wypukłymi napisami na rewersie istnieją wersje próbne z wypukłym napisem PRÓBA na awersie bite w:
- niklu (nakład 500 sztuk wg NBP)
- miedzioniklu
  - z rantem 180-ząbkowym (nakład 24 sztuki wg NBP)
  - z rantem 200-ząbkowym (nakład 25 sztuk wg NBP)
  - z rantem 240-ząbkowym (nakład 25 sztuk wg NBP)

W przypadku monet z wklęsłymi napisami na rewersie istnieją wersje próbne z wypukłym napisem PRÓBA na awersie bite w:
- niklu (nakład 500 sztuk wg NBP)
- tombaku (nakład 5 sztuk wg Mennicy Polskiej)
- miedzioniklu
  - z rantem 180-ząbkowym (nakład 25 sztuki wg NBP)
  - z rantem 200-ząbkowym (nakład 25 sztuk wg NBP)
  - z rantem 240-ząbkowym (nakład 25 sztuk wg NBP)
- brązalu typ A (nakład 30 sztuk wg NBP, 43 sztuki wg Mennicy Polskiej)
- brązalu typ B (nakład 30 sztuk wg NBP, 43 sztuki wg Mennicy Polskiej)
- brązalu typ C (nakład 30 sztuk wg NBP, 43 sztuki wg Mennicy Polskiej)
- nowym srebrze (nakład 30 sztuk wg NBP, 53 sztuki wg Mennicy Polskiej) oraz
- moneta próbna skasowanego stempla z napisem na rancie: DWADZIEŚCIA LAT POLSKI LUDOWEJ i wypukłym napisem PRÓBA na awersie w:
  - tombaku
  - nowym srebrze